# San Josemaria Escrivá (församling)
San Josemaria Escrivá är en församling i Roms stift, belägen i quartiere Ardeatino och helgad åt den helige Josemaría Escrivá (1902–1975), grundare av Opus Dei. Församlingen upprättades den 9 november 1992 genom ett dekret av kardinalvikarie Camillo Ruini. 

Församlingen förestås av Opus Dei.
Till församlingen San Josemaria Escrivá hör följande kyrkobyggnader:
- San Josemaria Escrivá, Largo Josemaria Escrivà 7

## Institutioner inom församlingen
- Movimento di Spiritualità "Vivere in" – Aggregazione Ecclesiale

## Kommunikationer
Närmaste tunnelbanestation är Laurentina 